# Joseph Ernest Joba
 (mars 2013).
Joseph Ernest Joba (1836-1900) est un intendant militaire français. Il fut directeur du service de l’intendance du 3e corps d’armée sous la IIIe République.

## Biographie
Fils d’un fonctionnaire de la ville de Metz et petit neveu du général Dominique Joba (1759-1809), Joseph Ernest Joba naît le 30 octobre 1836 à Metz, place forte française proche de la frontière allemande, en Moselle. 
Attiré par la carrière des armes, il s’engage en 1854 au 64e régiment d’infanterie. Promu caporal après avoir intégré l’école de Saint-Cyr (promotion « de Crimée-Sébastopol » 1854-1856), il passe rapidement sergent en 1855, puis sous-lieutenant en 1856 au 44e de ligne. Après l’école d’application d’état-major, il est affecté comme lieutenant au 59e de ligne, avant d’être transféré au 6e régiment de Dragons, puis au 1er Régiment des cuirassiers de la garde. Il fait la campagne d’Italie en 1859. Il est nommé ensuite aide de camp auprès du général commandant la subdivision du Haut-Rhin. À ce poste, il est promu capitaine en février 1864.
Transféré à l’intendance militaire, il est nommé adjoint en février 1865. Le capitaine Joba fait campagne en Afrique, de 1866 à 1868. Il fait la guerre de 1870 comme capitaine à Metz, puis à Lyon. Au cours du siège de Metz, il fait fonction d’adjoint à l’intendance militaire. Promu sous-intendant en février 1872, il est promu intendant le 22 décembre 1890.
Joseph Ernest Joba est mort à Nancy le 8 juillet 1900.

## Hommage
Une rue de Metz porte son nom.

## Distinctions
Il est nommé chevalier de l'ordre de la Légion d’honneur le 31 mai 1871 et promu officier le 11 juillet 1891.

## Sources
- Pierre Brasme, La Moselle et ses soldats : dictionnaire biographique des gloires militaires mosellanes, éd. Serpenoise, 1999, p. 114,  (ISBN 2-876-92408-0).
- Paul d’Arbois de Jubainville, Dictionnaire biographique lorrain, éd. Serpenoise, 2003, p. 218,  (ISBN 2-876-92551-6).
- Sébastien Wagner, Dictionnaire historique des rues de Metz, éd. Serpenoise, 2009, p. 145,  (ISBN 2-876-92791-8).